# Articulación del codo
En anatomía, la articulación del codo es la que une el brazo con el antebrazo, conectando la parte distal del hueso húmero con los extremos proximales de los huesos cúbito y radio. La articulación principal que constituye el codo se denomina humero radio-cubital y puede dividirse en dos partes bien diferenciadas: la articulación humero-radial y la humero-cubital. Por otra parte, el cúbito y el radio forman también una articulación entre sí en las proximidades del codo, la cual se denomina articulación radio-cubital proximal. Los extremos óseos se conectan entre sí por un conjunto de ligamentos que contribuyen a su fijación y están rodeados por una estructura común que se llama cápsula articular, en cuyo interior se encuentra el líquido sinovial.
En el lenguaje común, se le da el nombre de codo a la parte posterior y prominente situada en la unión del brazo con el antebrazo.

## Articulaciones

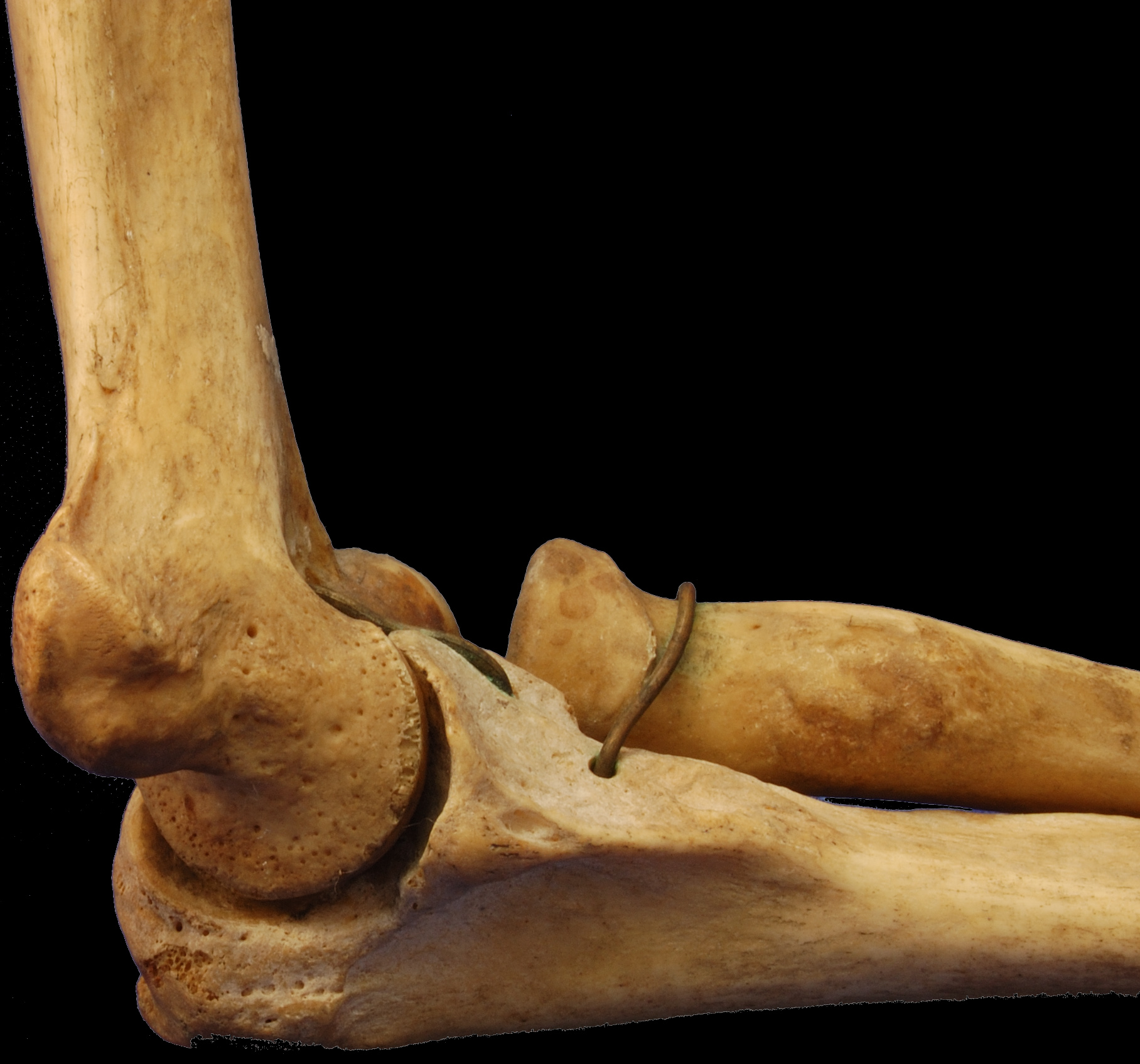
En primer plano puede observarse la articulación humero-cubital y en la parte posterior la humero-radial

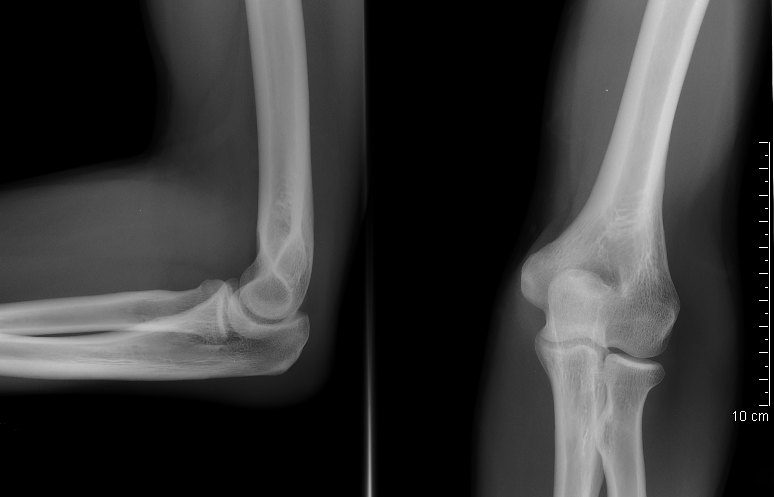
Radiografía anteroposterior y lateral de un codo normal

El codo está formado por tres articulaciones diferentes: la humero-radial que une el húmero con la cabeza del radio, la humeral-cubital que une el cúbito con el húmero, y la radio-cubital que establece la unión entre radio y cúbito. Las tres están englobadas en la misma cápsula articular.

### Articulación húmero-radial
- Es una diartrosis de género elipsoideo o condíleo (condilartrosis).
- Movimientos:  flexión y extensión.
- Superficies articulares:
  - Húmero: cóndilo o capítulo del húmero (convexo)
  - Radio: cúpula o cabeza radial (cóncavo)

### Articulación húmero-ulnar
- Es una diartrosis de género troclear (gínglimo).
- Permite movimientos de flexión y extensión.
- Superficies articulares:
  - Húmero: Tróclea humeral, fosa coronoide y fosa olecraniana.
  - Ulna: Olécranon y apófisis trocoides

### Articulación radio-cubital proximal
- Es una diartrosis de género trocoide.
- Movimientos: Pronación y supinación del antebrazo
- Está reforzada por el ligamento anular y el ligamento cuadrado de Denucé.[3]
- Entre las epífisis proximales de la ulna y radio.
- Superficies articulares:
  - Radio: circunferencia articular cilíndrica de la cabeza del radio
  - Cúbito: escotadura radial del cúbito.

## Factores de coaptación articular
La resistencia a la fuerza de decoaptación impide que la articulación se disloque cuando se aplica una fuerza sobre ella como por ejemplo al transportar cargas o realizar determinados movimientos. Las estructuras encargadas de impedir la dislocación de la articulación para cada vector de fuerza son:
- Fuerza de tracción longitudinal: Al realizar una fuerza en la articulación en sentido de tracción longitudinal como cuando por ejemplo se lleva un cubo de agua, la decoaptación de la articulación hacia caudal es impedida por la sujeción de los ligamentos colateral radial y colateral cubital, así como por los músculos tríceps braquial, bíceps braquial, coracobraquial, músculos epicondíleos y epitrocleares. También en máxima extensión la apófisis coronoides del cúbito se engancha en la fosa olecraniana del húmero, lo que permite cierta sujeción.[3]
- Resistencia a la fuerza de presión longitudinal: A la fuerza de presión longitudinal las estructuras que resisten la fuerza son en el caso del radio su cabeza, que  transmite la fuerza de compresión cranealmente hacia el humero y en el caso de cúbito, es la apófisis coronoides la que transmite las presiones.[3]
- Coaptación en flexión: En una posición de codo con flexión de 90°, la articulación humerocubital es estable y no se luxa debido a las inserciones de los músculos tríceps braquial, coracobraquial y ancóneo que mantienen el contacto entre las superficies articulares. Sin embargo, en la articulación humeroradial, el radio tiende a luxarse hacia craneal debido a la acción del músculo bíceps braquial. El ligamento anular es la única estructura que impide que esta luxación no se de y su rotura la hace inevitable cuando se activa la acción muscular del bíceps braquial.[3]

## Músculos y movimientos del codo

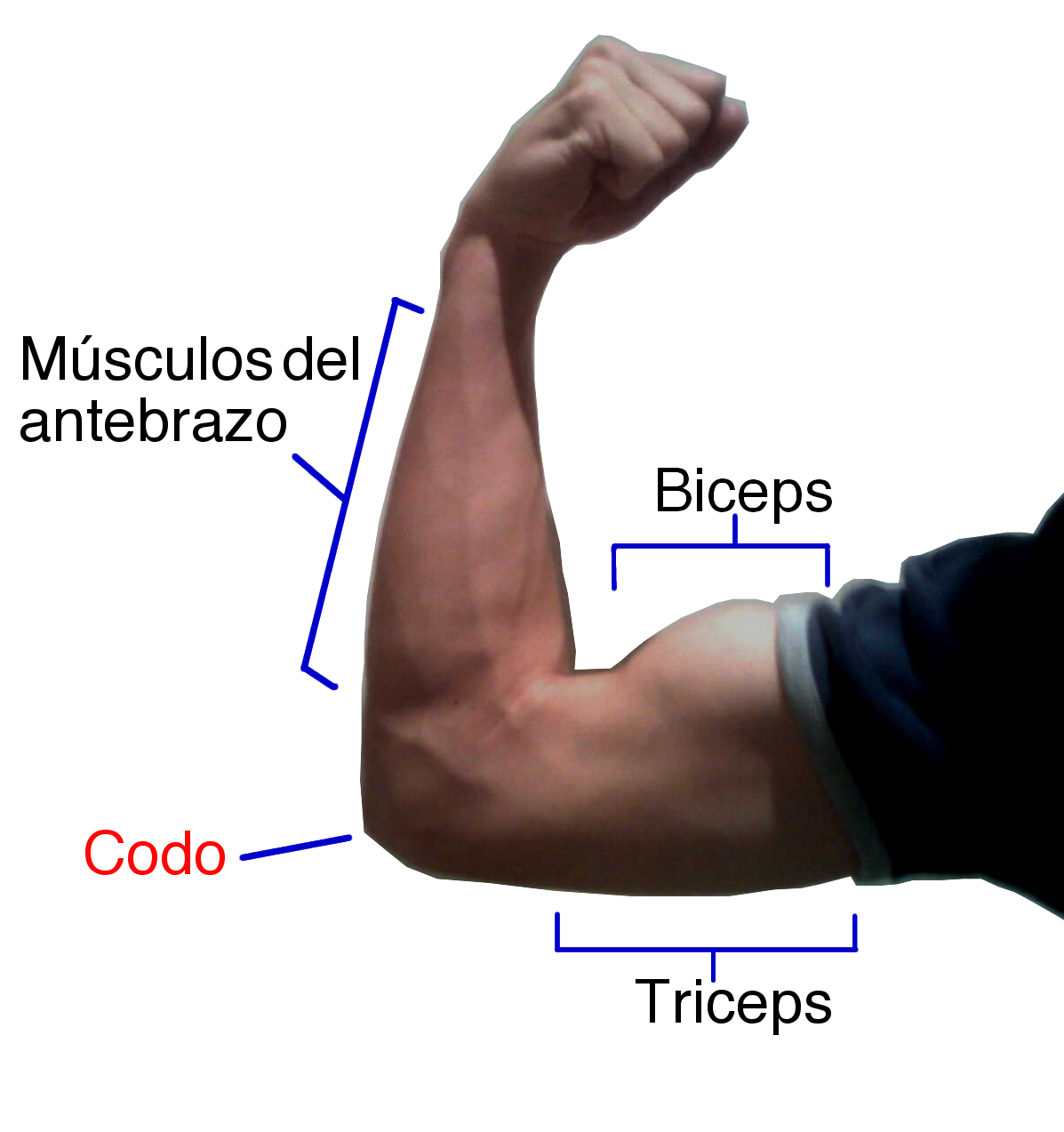
Codo en posición de flexión. El músculo bíceps braquial hace posible la flexión del codo y el músculo tríceps braquial la extensión

Los movimientos que puede realizar la articulación del codo son los siguientes:
- Extensión: Músculo tríceps braquial y ancóneo.
- Flexión: Músculo bíceps braquial, músculo braquial anterior y músculo braquiorradial (supinador largo).
- Supinación: Músculo supinador corto y músculo bíceps braquial.
- Pronación: Músculo pronador redondo y músculo pronador cuadrado.

### Músculos motores de la extensión
La extensión del codo se debe a la acción de un solo músculo, el músculo tríceps braquial; de hecho, la acción del músculo ancóneo no merece la pena tratar en el plano fisiológico debido a la debilidad de su momento de acción.
El músculo del tríceps braquial está constituido por tres cuerpos carnosos que finalizan en un tendón común que se inserta en el olécranon. Los tres cuerpos musculares tienen una inserción superior distinta:
- La cabeza media que se fija en la cara posterior del húmero, por debajo de la corredera del nervio radial.
- La cabeza lateral que se fija sobre el borde externo de la diáfisis humeral, por encima del canal del nervio radial. Por lo tanto, estas dos porciones son monoarticulares.
- La cabeza larga que se inserta sobre el omóplato, en el tubérculo subglenoideo; esta porción es un músculo biarticular.

Según el grado de flexión del codo la eficacia del tríceps braquial varía:
- En extensión completa, la fuerza muscular se descompone en un componente centrífugo, que tiende a luxar el cúbito hacia atrás, y un componente tangencial.
- En ligera flexión, el componente radial se anula y es la posición en la que el músculo desarrolla la máxima eficacia.
- En flexión completa, el tendón tricipital se refleja en la cara superior del olécranon, como si se tratase de una polea, lo que contribuye a compensar su pérdida de eficacia.

La eficacia de la porción larga del músculo tríceps braquial depende de la posición del hombro. La fuerza del músculo tríceps braquial es mayor cuando el hombro está flexionado. La porción larga del músculo tríceps braquial refuerza parte de la potencia de los músculos flexores del hombro con el codo extendido. También es mayor para el movimiento que asocia la extensión del codo y la extensión del hombro.

## Las limitaciones de la flexoextensión
Limitaciones en el movimiento de extensión del codo
La extensión es el movimiento que dirige el antebrazo hacia atrás. La posición anatómica corresponde a la extensión completa, por lo tanto no existe amplitud por definición excepto en algunos sujetos que pueden presentar una hiperextensión de 5 a 10º.
El movimiento de la extensión completa del codo está limitado por:
- El choque óseo entre el olécranon y la fosita olecraniana.

- La tensión que se produce en la cápsula articular por su parte anterior.

- La resistencia que crean los músculos flexores del codo (si éstos se encuentran acortados, la extensión no va a ser completa). Entre estos músculos se encuentra el bíceps braquial, el braquioradial y el músculo braquial.

En el caso de que el movimiento de la extensión continúe, se puede producir la fractura del olécranon junto a un desgarro capsular. También puede ocurrir que el olécranon no se fracture pero que la cápsula y los ligamentos se dañen y se produzca así una luxación posterior de esta articulación (el olécranon asciende por encima de la línea epicóndilo-epitroclear). En la luxación posterior puede dañarse la arteria braquial e incluso romperse. 
Limitaciones en el movimiento de flexión del codo
La flexión es el movimiento en el cual el antebrazo es dirigido hacia arriba de tal forma que la cara anterior del antebrazo se aproxima a la cara anterior del brazo.
En la flexión activa: el primer factor limitante es el contacto de las masas musculares de la región anterior del brazo y del antebrazo. Dicha limitación dependerá del volumen de la masa muscular de cada individuo, la flexión será menor cuanto mayor sea esta. Normalmente no suele pasar de los 145°. En la flexión el choque entre los elementos óseos y la tensión muscular apenas intervienen, ya que se produce antes el choque entre las masas musculares.
Si la flexión es pasiva: la flexión puede sobrepasar los 145° llegando hasta los 160°, ya que las masas musculares no se contraen ni producen limitación, por lo cual aparecen los siguientes factores limitantes:
- El choque de la cabeza del radio contra la fosita supracondílea y de la coronoidea contra la fosita supratroclear.

- Se desarrolla cierta tensión en la parte posterior de la cápsula y en el músculo tríceps braquial (principal músculo antagonista del movimiento de flexión).[3]

## Flexiones de codos
La flexión de codos es un ejercicio físico realizado estando en posición inclinada, recostado hacia abajo, levantando y bajando el cuerpo con los brazos. Está dedicado al desarrollo de los músculos pectorales y los tríceps, con beneficios adicionales para los deltoides, el serrato anterior y el coracobraquial.

## Enfermedades del codo

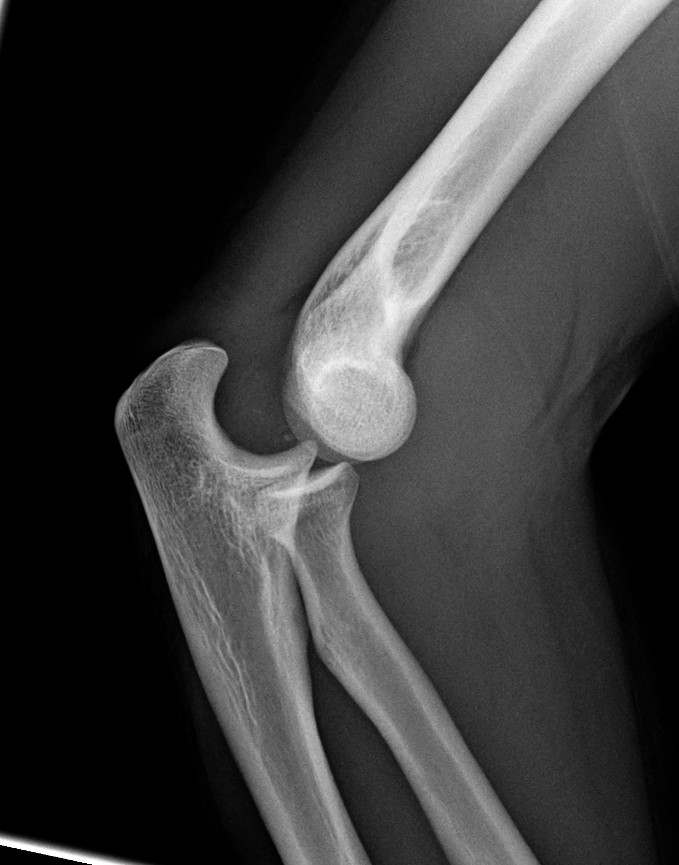
Radiografía del codo en la que puede observarse la existencia de una luxación

Son frecuentes en la actividad deportiva. Las más habituales son las siguientes:
- Artrosis. La artrosis es un proceso degenerativo que afecta con poca frecuencia al codo, cuando lo hace suele deberse a ejercicios muy intensos y continuados o a traumatismos de repetición que afectan a la articulación.[4]
- Artritis. La artritis es un proceso inflamatorio que afecta a una articulación, causa dolor en la misma y aumento de temperatura. Los orígenes pueden ser muy variados. En el codo las causas más frecuentes son artritis reumatoide, artritis psoriásica, artritis de causa infecciosa, gota por depósito de ácido úrico y condrocalcinosis o pseudogota por depósito de pirofosfato cálcico.
- Epicondilitis o codo de tenista. Produce dolor en la porción externa del codo.
- Epitrocleítis o codo de golfista. Provoca dolor en la región interna del codo.
- Bursitis olecraniana.
- Luxación del codo. Es menos frecuente que la luxación de hombro, pues las superficies de los huesos encajan profundamente. Suele estar provocada por caídas con la mano extendida y puede asociarse con una fractura.
- Pronación dolorosa, llamada a veces codo de niñera o subluxación de la cabeza del radio. La cabeza del radio se mueve de su posición normal, sin llegar a desplazarse totalmente, por lo que puede definirse como una subluxación. Se produce con frecuencia en niños de menos de 5 años por tracciones bruscas realizadas sobre el antebrazo, asociadas a un movimiento de pronación, por ejemplo, al llevar al niño cogido de una mano y tirar de él para ayudarle a subir un escalón. En ocasiones ocurre durante la práctica de deportes con contacto físico, como el judo. Se trata en general con maniobras simples y no reviste gravedad, aunque es preciso que el paciente sea atendido por personal médico para asegurar el diagnóstico y no empeorar la lesión con maniobras inapropiadas.[5]
- Fracturas. Las principales fracturas en la región del codo son las de la extremidad inferior o distal del húmero, la de la cabeza del radio y la del olécranon en el cúbito. Existen también fracturas complejas en las que están involucrados varios huesos.[6]
- Fractura de Monteggia. Se llama así a una lesión compleja y poco frecuente en la que se asocia la luxación de la cabeza del radio a nivel del codo con una fractura del cúbito en su tercio proximal.
- Triada terrible del codo. Recibe este nombre una lesión grave que suele producirse por caídas en las que se apoya la mano sobre el suelo en posición de extensión. En esta lesión se asocia la existencia de una luxación con la fractura de la cúpula del radio y de la apófisis coronoides del cúbito. Precisa la realización de cirugía para lograr su curación.[7]

## Ligamentos del codo
Los ligamentos de la articulación del codo tienen la función de mantener las superficies articulares en contacto. Son auténticos tensores dispuestos a cada lado de la articulación: el ligamento colateral cubital y el ligamento colateral radial.
En conjunto, tienen la forma de un abanico fibroso que se extiende desde cada una de las dos prominencias pararticulares del epicóndilo por fuera, epitróclea por dentro, donde el vértice del abanico se fija en un punto que corresponde aproximadamente al eje de flexoextensión, hasta el contorno de la gran cavidad sigmoidea del cúbito, donde se inserta la periferia del abanico.
Por lo tanto, puede imaginarse el modelo mecánico del codo como se expone a continuación:
- En la parte superior, la horquilla de la paleta humeral, soporte de la polea articular.
- En la parte inferior, un semianillo (la gran cavidad sigmoidea) unido al brazo de la palanca antebraquial y que se encaja la polea.
- El sistema ligamentoso está representado por dos tendores (en verde) unidos al "tallo" que simula el antebrazo, y que se articula con los dos extremos del eje de la polea.

Puede entenderse con facilidad que estos "tensores" laterales desempeñan un doble papel: mantener el semianillo encajado en la polea (coaptación articular) e impedir cualquier movimiento de lateralidad.
Basta la ruptura de uno los tensores, como por ejemplo el interno. para que se pueda producir el movimiento de lateralidad hacia el lado opuesto y para que las superficies articulares pierdan contacto: es el mecanismo habitual de la luxación de codo, que en una primera fase es un esguince grave del codo por ruptura del ligamento lateral interno.

### Particularidades
El ligamento colateral cubital (LCC) lo constituyen tres haces:

1) Un haz anterior, cuyas fibras más anteriores refuerzan el ligamento anular del radio.

2) Un haz medio, el más potente.

3) Un haz posterior o ligamento de Bardinet, reforzado por las fibras transversales del ligamento de Cooper.
Además, en este esquema pueden distinguirse: la epitróclea, de donde parte el abanico del LCC, el olécranon, la cuerda oblicua de Weitbrecht, el tendón del músculo bíceps braquial que se inserta en la tuberosidad bicipital del radio. El ligamento colateral radial (LCR), constituido también por tres haces que parten del epicóndilo:

1) Un haz anterior, que se refuerza al ligamento anular por delante.

2) Un haz medio que refuerza el ligamento anular por detrás.

3) Un haz posterior.
La cápsula está reforzada por delante, por el ligamento anterior y el ligamento oblicuo anterior. Por detrás, está reforzada por fibras transversales húmero-humerales y por fibras húmero-olecranianas.

## Imágenes

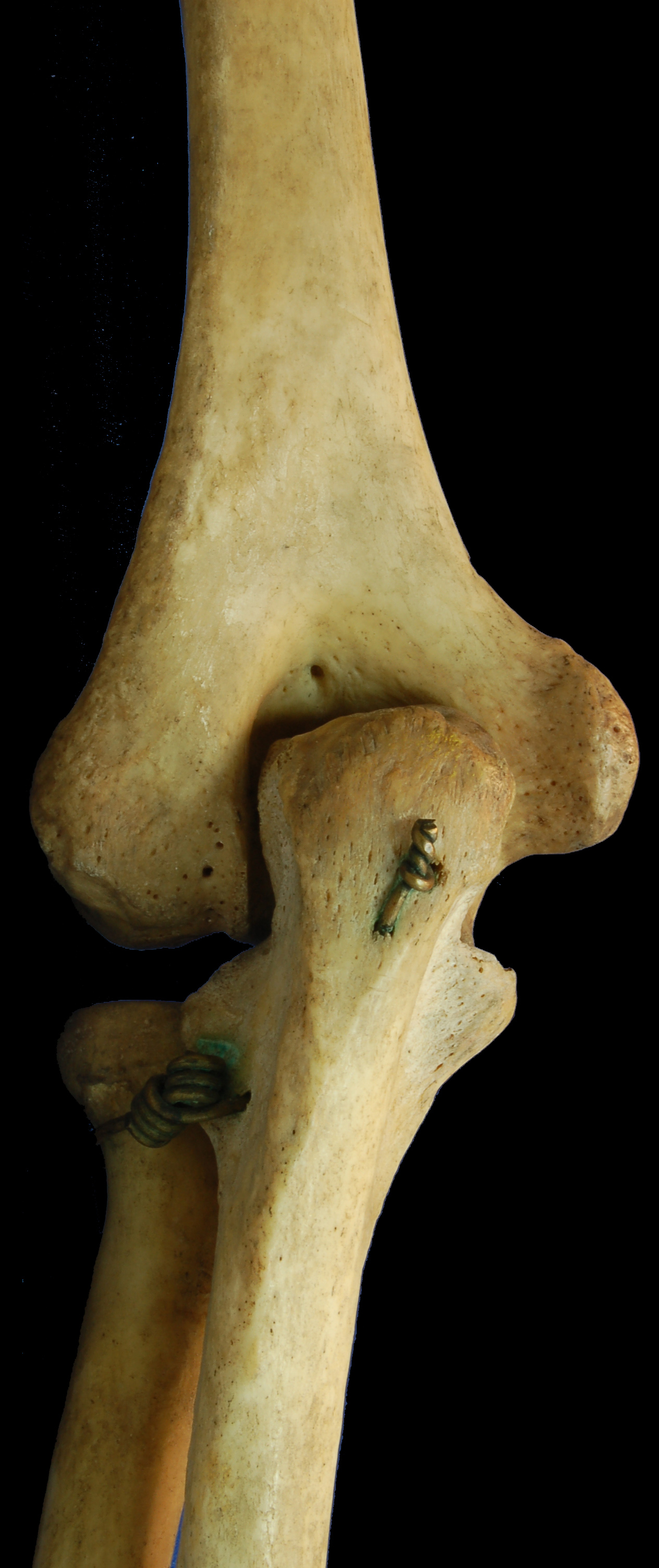
Codo humano izquierdo extendido
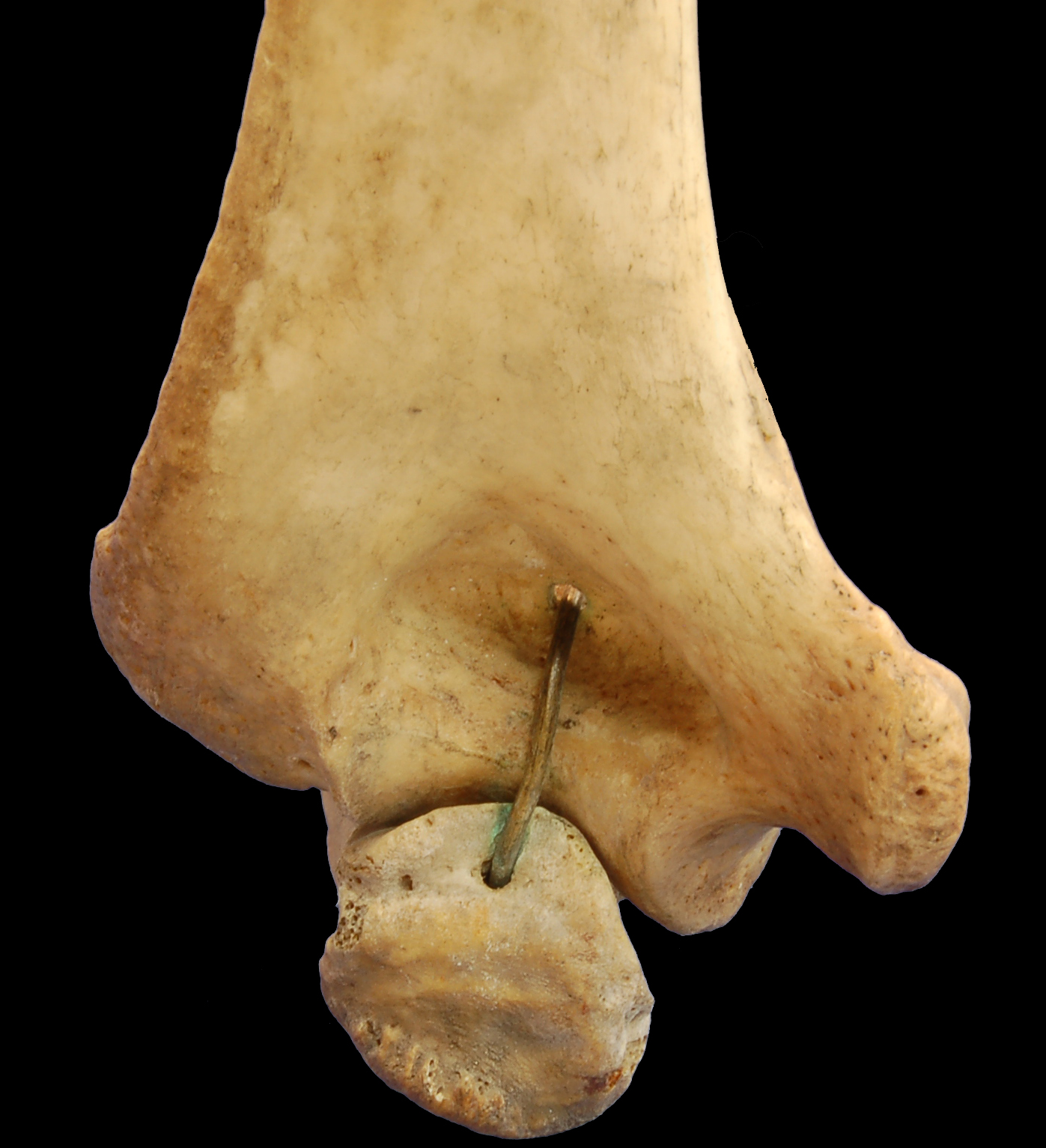
Codo humano izquierdo flexionado